# NGC 4264
NGC 4264 is een balkspiraalstelsel in het sterrenbeeld Maagd. Het hemelobject werd op 13 april 1784 ontdekt door de Duits-Britse astronoom William Herschel.

## Synoniemen
- UGC 7364
- MCG 1-32-1
- ZWG 42.20
- ARAK 357
- VCC 358
- PGC 39687